# تايرون داونز
تايرون داونز (بالإنجليزية: Tyrone Downes)‏ (24 فبراير 1957 ببريدج تاون في باربادوس - ) هو ملاكم باربادوسي، صنّف ضمن فئة الوزن المتوسط ووزن الخفيف ووزن الريشة ‏ والوزن المتوسط الخفيف ‏ ووزن خفيف الوسط ‏ ووزن الويلتر ووزن الريشة السوبر ‏.

## إحصائيات
خاض خلال مسيرته 45 نزالا، لم يتعادل .

## روابط خارجية
- تايرون داونز على موقع بوكس ريك (الإنجليزية) (registration required)